# Thalattosauria

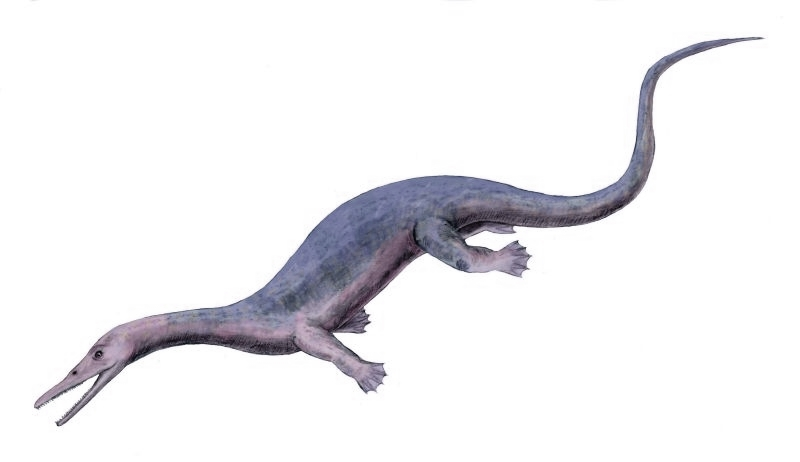
Askeptosaurus

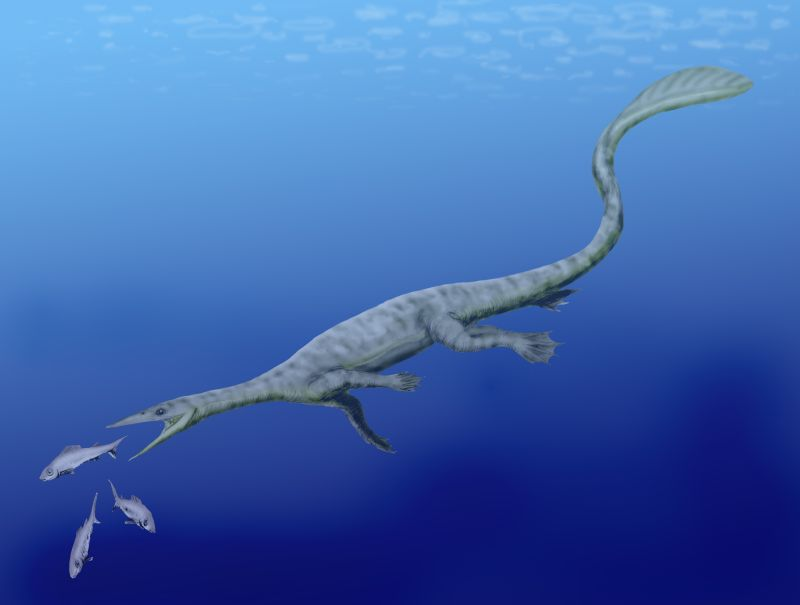
Endennasaurus

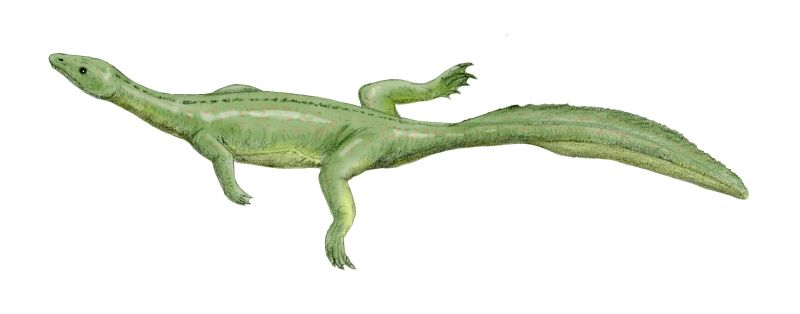
Miodentosaurus

Thalattosauria é uma ordem de répteis marinhos pré-históricos que viveram durante o período Triássico. Adaptados para a vida oceânica, não se sabe se eles vinham à terra botar seus ovos ou se eram vivíparos. Alguns chegavam a ter 4 metros de comprimento. O nome thalattosauria significa lagartos do oceano.

## Classificação
Os thalattossauros são répteis da subclasse diapsida, mas sua posição na árvore genealógica dos répteis ainda é muito incerta. Não se sabe se são parentes mais próximos dos lepidosauria (que incluem os lagartos atuais) ou dos archosauria (que incluem entre outros os crocodilos, pterossauros e dinossauros, estes últimos incluindo as aves).
- Ordem Thalattosauria Merriam, 1904
  - Superfamília Askeptosauroidea
    - Gênero Miodentosaurus Cheng, Wu e Sato, 2007
    - Família Askeptosauridae Kuhn-Schnyder, 1952
      - Gênero Anshunsaurus Liu, 1999
      - Gênero Askeptosaurus Nopsaca, 1925

    - Família Endennasauridae Renesto, 1984
      - Gênero Endennasaurus Renesto, 1984

  - Superfamília Thalattosauroidea
    - Gênero Nectosaurus Merriam, 1905
    - Gênero Xinpusaurus Yin, 2000
    - Família Claraziidae Peyer, 1936
      - Gênero Clarazia Peyer, 1936
      - Gênero Hescheleria Peyer, 1936

    - Família Thalattosauridae Merriam, 1904
      - Gênero Agkistrognathus Nicholls e Brinkman, 1993
      - Gênero Paralonectes Nicholls e Brinkman, 1993
      - Gênero Thalattosaurus Merriam, 1904